# Дедка рогатый
Дедка рогатый, или змеевик обыкновенный, или змеедедка рогатый (лат. Ophiogomphus cecilia) — вид разнокрылых стрекоз из семейства дедок (Gomphidae).

## Описание
Край затылка с двумя выростами. Длина тела — 50—58 мм, брюшко 37-39 мм, длина заднего крыла — 30—35 мм. Окраска тела оливково-зелёная с черными кольцами на брюшке. Светлые части тела зелёные (почти вся грудь) или жёлтые. Самец: нижний анальный придаток глубоко расколот. Самка: генитальная пластинка небольшая, с двумя длинными тонкими выростами. Передний край крыльев интенсивно-жёлтого цвета, в основании задних крыльев имеется треугольное жёлтое пятно. Ноги длинные, задние бедра в вытянутом состоянии достигают второго сегмента брюшка.
Личинка серо-чёрного цвета с жёлтым рисунком. Пузатая, хвостовые нити отсутствуют.

## Ареал
Вид распространён достаточно широко, от Центральной Азии до Европы, достигая Германии и Дании. Известны единичные находки вида по всей территории Европейской части России. Ареал также включает Кавказ, Урал, до Западной Сибири.
На Украине вид зарегистрирован в Западной Лесостепи, Прикарпатье, в Карпатах и в Закарпатской низменности. Известны единичные находки вида по всей территории Беларуси.

## Биология
Предпочитает речные биотопы с песчаным или гравийным дном — преимущественно спокойные реки или медленно текущие ручьи, как лишённые водной растительности, так и не сильно густо заросшие. Стрекозы могут отлетать на расстояние до 500—800 м от места выхода имаго. Имаго можно увидеть отдыхающими на земле или на растениях. Реофил. Лёт имаго — в июне-июле, на севере ареала — включая август. Стрекозы имеют собственный охотничий участок. Особенно его охраняют самцы.
Самки после спаривания откладывают яйца на скопления водных растений или растительные остатки. Цикл развития данного вида — 2 года. Личинки встречаются в густой водной растительности.

## Охрана
Занесён во II приложение Бернской конвенции, Красную книгу Беларуси (IV категория), Красную книгу Украины, Красную книгу Литвы.
Угрозу для вида представляют изменение гидрологического режима рек и эвтрофикация водоёмов в результате хозяйственной деятельности человека.